# 맬컴 글래드웰
말콤 티모시 글래드웰(영어: Malcolm Gladwell, CM, 1963년 9월 3일 ~ )은 캐나다 출신으로 미국에서 활동중인 저널리스트이자 작가, 강연가이다. 2008년에 발표한 《아웃라이어》라는 저서를 통하여 '1만시간의 법칙'(The 10,000 Hours Rule)을 대중에게 알림으로써 전세계적으로 크게 유명세를 얻기 시작했다. 본래 '1만시간의 법칙'은 1993년 스웨덴 출신의 심리학자 앤더스 에릭슨(Anders Ericsson)이 발표한 논문에서 처음 등장한 개념이었으나 글래드웰이 책으로 발표하며 대중에게 널리 알려지게 되었다. 또한 2000년에는 코머스 셸링이 제안한 '티핑포인트'에 대한 책을 써서 베스트 셀러가 된 적도 있다. 이렇듯 글래드웰은 학술 논문이나 서적에서 자료들을 발췌하여 대중적인 베스트셀러를 만드는 저널리스트로 유명하다.
영국에서 태어났으나 6세때 캐나다로 이주 한 후 온타리오에서 성장하였고 국적은 캐나다이다. 아버지는 수학 교수, 어머니는 심리치료사였다. 토론토 대학에서 역사학을 전공한후 1984년에 미국으로 건너와 워싱턴포스트에서 활동하다가 1996년에 《더 뉴요커》로 자리를 옮겨 저널리스트로 활동하였다. 유명 강사이기도 한 그는 연간 30여 회의 강연회를 갖는데, 2005년 기준으로 강연 1회당 4만 5,000달러 정도를 받는다고 한다.
그가 처음으로 큰 주목을 받게 된 것은 『티핑포인트』에 대해서 쓴 잡지 기사로 부터 시작되었다. 이 기사내용은 다시 리틀 브라운(Little Brown) 출판사를 통해서 2000년에 책으로 출간하였는데, 이 책이 베스트셀러가 되었다. 『티핑포인트(The Tipping Point: How Little Things Can Make a Big Difference)』는 28주간이나 『뉴욕타임스』베스트셀러를 기록했으며, 미국에서만 200만 부 이상이 판매되었다. 이 책은 한국 등 세계 여러 나라에서도 베스트셀러가 되었다. 이로 인해 원래 경제학자 토머스 셸링(Thomas Schelling)이 제시한 개념인 '티핑포인트'가 글래드웰의 것처럼 되어버렸다.

## 저서
2020년까지 발표한 6권
《티핑 포인트》(2000)
《블링크》(2005)
《아웃라이어》 (2008)
《그 개는 무엇을 보았나》(2009)
《다윗과 골리앗》(2013)
《타인의 해석》(2020)

## 서훈
- 2011년 캐나다 훈장 멤버(CM)

## 비판
과학자도 아니면서 과학 논문이나 서적을 광범위하게 활용하여 과잉 단순화를 범하고, 흥미 위주의 에피소드에 치중하며, 선별적 자료수집으로 편향적이라는 비판이 있다. 글래드웰에 의해 대중에게 널리 알려진 '1만 시간의 법칙'의 창시자인 에릭슨 역시, 글래드웰이 지나치게 연습의 양적인 면을 강조한 것에 대해 비판을 가하였다. 또한 에릭슨은 탁월성의 핵심은 양이 아닌 질적으로 우수하고 계획적이며 의도적인 연습(deliberate practice)에 있다고 주장하였다.